# Варламов, Анатолий Александрович
Анато́лий Алекса́ндрович Варла́мов (27 июня 1947 — 20 ноября 2021) — российский учёный в области земельных отношений, землеустройства, землепользования и земельного кадастра, член-корреспондент РАСХН (2003), член-корреспондент РАН (2014).

## Биография
Родился 27 июня 1947 года в Днепродзержинске Днепропетровской области.
В 1971 году - окончил Московский институт инженеров землеустройства.
Работал там же: ассистент (1971—1977), старший преподаватель (1977—1979), доцент (1979—1984), проректор по повышению квалификации (1984—1991), проректор по научной работе (1991—2007), одновременно заведующий кафедрой землепользования и земельного кадастра (с 1992 г.) Государственного университета по землеустройству.
Доктор экономических наук (1991), профессор (1992), член-корреспондент РАСХН (2003), член-корреспондент РАН (2014). Вице-президент РАЕН.
Заслуженный работник высшей школы Российской Федерации (1997), Почётный работник высшего профессионального образования Российской Федерации (1996), Почётный землеустроитель России (2002). Награждён орденом Дружбы (2003), медалью «В память 850-летия Москвы» (1997).
Опубликовал более 200 научных трудов, в том числе 85 книг и брошюр, из них 25 учебников.
Публикации:
- Повышение эффективности использования земли: учеб. изд. / соавт. С. Н. Волков. — М.: Агропромиздат, 1991. — 144 с.
- Государственное регулирование земельных отношений: учеб. для студентов вузов по спец. 310900 «Землеустройство», 311000 «Зем. кадастр», 311100 «Гор. кадастр» / соавт.: В. С. Шаманаев и др. — М.: Колос, 1999. — 263 с. — (Учеб. и учеб. пособия для студентов вузов).
- История земельных отношений и землеустройства: учеб.пособие для стедентов вузов по спец."Землеустройство", «Земельный кадастр», «Городской кадастр» / соавт.: В. Н. Хлыстун и др. — М.: Колос, 2000. — 335 с.
- Мониторинг земель: учеб. пособие / соавт. С. Н. Захарова; Гос. ун-т по землеустройству. — М., 2000. — 156 с.
- Научные основы земельного кадастра: учеб. пособие / соавт.: В. А. Гавриленко и др.; Гос. ун-т по землеустройству. Каф. землепольз. и зем. кадастра. — 2-е изд., доп. и перераб. — М., 2000. — 103 с.
- Управление земельными ресурсами: учеб. пособие / соавт. С. А. Гальченко; Гос. ун-т по землеустройству. — М., 2003. — 240 с.
- Земельный кадастр: учеб.для студентоввузов по спец.: 310900 «Землеустройство», 311000 «Земельный кадастр», 311100 «Городской кадастр»: в 6 т. — М.: КолосС, 2007.
- Землеустройство и кадастр недвижимости: учеб. пособие / соавт.: С. Н. Волков, С. А. Гальченко; Гос. ун-т по землеустройству и др. — М., 2010. — 336 с.

Скончался 20 ноября 2021 года.